# Lamine Nahdi
Lamine Nahdi (arabe : الأمين النهدي), né le 25 avril 1950 au Kef, est un acteur tunisien actif aussi bien au cinéma qu'au théâtre.
Il joue notamment au Théâtre régional du Kef.
En mars 2014, il fait la couverture du magazine people Tunivisions.

## Filmographie
- 1978 : Deux Larrons en folie d'Ali Mansour
- 1984 :
  - Les Anges de Ridha Béhi
  - Par où t'es rentré ? On t'a pas vu sortir de Philippe Clair
- 1986 : L'Homme de cendres de Nouri Bouzid
- 1988 : Arab de Fadhel Jaïbi et Fadhel Jaziri
- 1992 : Les Zazous de la vague de Mohamed Ali Okbi
- 2000 : Sois mon amie de Naceur Ktari
- 2010 : Chak-Wak (court métrage) de Nasreddine Shili
- 2021 : Anestou Hannibal de Mohamed Ali Nahdi et Akram Mag

## Télévision
- 1986 : Si Zahwani d'Abderrazak Hammami
- 1991 : El Ness Hkayet
- 1992 : Weld Ennes
- 1997 : El Khottab Al Bab (invité d'honneur des épisodes 13 et 14 de la saison 2) de Slaheddine Essid, Ali Louati et Moncef Baldi : Boumnijel alias Bellarej
- 2000 : Taxi : Taxiste
- 2004 : Ejbekchi
- 2005 : Café Jalloul de Lotfi Ben Sassi et Imed Ben Hamida : Dr Lamine Nahdi
- 2006 : Hkeyet El Aroui
- 2007 : Arboun d'Ali Mansour
- 2014 : Al Zamil d'Abdelkader Jerbi
- 2018 : Elli Lik Lik de Kaïs Chekir

## Vidéos
- 1989 et 2014 : spots publicitaires pour la margarine Jadida
- 2009-2012 : spots publicitaires pour la marque d'harissa et de concentré de tomates Sicam
- 2011 : I Love Tunisia, the place to be now de Mohamed Ali Nahdi et Majdi Smiri
- 2013 : spot publicitaire pour la marque de halwa chamia Papillon

## Théâtre
- El Forja (Le Spectacle)
- El Karrita
- Arab de Fadhel Jaïbi et Fadhel Jaziri : Kouraich
- Nahdi et Nahdi avec Mohamed Ali Nahdi

## One-man-show
- Makki et Zakia de Moncef Dhouib
- Fi Hak Issardouk Inraychou de Mohamed Ali Nahdi
- Lila Ala Dalila de Mohamed Friki et Mohamed Ali Nahdi

## Distinctions
- Prix d'interprétation masculine pour son rôle dans Arab aux Journées cinématographiques de Carthage[1] ;
- Commandeur de l'Ordre national du Mérite (Tunisie, 2004)[2].